# Astragalus camelorum
Astragalus camelorum là một loài thực vật có hoa trong họ Đậu. Loài này được Barbey miêu tả khoa học đầu tiên.